# Maison Jean Rey
La maison Jean Rey est une maison située à Forcalquier, en France.

## Localisation
La maison est située 5 rue Passère, sur la commune de Forcalquier, dans le département français des Alpes-de-Haute-Provence.

## Historique
L'édifice est inscrit au titre des monuments historiques en 1943.